# 引接寺 (堺市)
引接寺（いんじょうじ）は、大阪府堺市堺区にあった時宗四条派の中本寺である。山号は勅定山、「引摂寺」とも記す。語源は「来迎引接」の略。

## 歴史
貞和3年（1347年）の建立と伝える。堺における古株の豪商である三宅十五郎が父親の病気回復を住吉社に祈願したところ、夢告によって海より無量寿仏（阿弥陀如来の異称）をえて見事に願いが叶ったため、報恩のために七堂伽藍を建立したという。
当初の寺地は堺区宿院町西附近であった。のち現在の堺市立少林寺小学校の位置に移転している。
京都で威勢を誇った時宗四条派・四条道場金蓮寺の有力末寺であり、尾張国熱田円福寺、近江国木之本浄信寺、摂津国尼崎善通寺とともに、四条派の四箇本寺であった。当寺をへて金蓮寺の住持＝四条上人浄阿になる者も少なくなかった。当時は「堺四条道場」ともよばれた。金蓮寺の末寺で金蓮寺と同じく「四条道場」とよばれたのは当寺だけである。
中世都市堺は北半分が摂津国堺北庄、南半分が和泉国堺南庄から成り立っていた。当寺は堺南庄に属し、堺北庄には同じく四条道場末の金光寺があった。妙国寺に隣接していた金光寺も廃絶している。
建立に際しては住吉社の社務職津守氏の支援があったと伝えられ、住吉社の別宮とされた開口神社にほど近いため、開口神社の神宮寺に準ずる立場にあった。現在も史料のいくつかは同社に遺されている。
明治維新になると廃仏毀釈の影響ですっかり寺勢も衰え、明治6年（1873年）に廃寺となった。当寺にあった松風社が開口神社境内社として還座・転用されている。寺宝などの大部分は堺区中之町東にある浄土宗西山禅林寺派正法寺が引き継いだが、1945年の大空襲ですべて失われている。同寺境内に移築された碑のみが残る。また、少林寺小学校の一角に案内板が建っている。
近世に設定された日本西方四十八願所の四十二番。

## 住所
- 堺市堺区少林寺町東4丁1番1号

## 交通
- 南海高野線・堺東駅より徒歩15分、または阪堺電気軌道・寺地町停留場より徒歩5分